# Challenger DCNS de Cherbourg 2007
Il Challenger DCNS de Cherbourg 2007 è stato un torneo di tennis facente parte della categoria ATP Challenger Series nell'ambito dell'ATP Challenger Series 2007. Il torneo si è giocato a Cherbourg in Francia dal 19 al 25 febbraio 2007 su campi in cemento indoor e aveva un montepremi di $50 000.

## Vincitori

### Singolare
Federico Luzzi ha battuto in finale  Jérôme Haehnel con il punteggio di 7–5, 7–6(6)

### Doppio
Michal Mertiňák /  Robin Vik hanno battuto in finale  Łukasz Kubot /  Dick Norman con il punteggio di 6–2, 6–4